# سيف الدين حومين
سيف الدين حومين (ولد في 24 يونيو 1989) بالمغرب، هو مقاتل محترف مغربي، متخصص في رياضة الجوجيتسو، يعتبر أول مغربي وإفريقي يتوج ببطولة العالم وبالألعاب العالمية للجوجيتسو.

## مسيرته الرياضية
نشأ سيف الدين حومين في المغرب ومارس رمي المطرقة خلال شبابه. ثم تنافس على المستوى الوطني في اتحاد الجودو والرجبي قبل أن يتوقف عن هذه الرياضة ليتفرغ لدراسته. وفي السابعة عشرة من عمره، انتقل إلى فرنسا. في سن الـ21، بدأ ممارسة رياضة جيو جيتسو برازيلية في أكاديمية جاكسون باولو في ليل، المدينة التي يعيش فيها. حصل على الحزام الأزرق هناك قبل أن يعود إلى باريس ويواصل تداريبه، تطور في فئة الوزن الثقيل التي تجمع بين الرياضيين الذين تزيد أوزانهم عن 94 كجم، وفاز بالميدالية الذهبية في نيوازا في الألعاب العالمية يوم 27 يوليو 2017 في فروتسواف ببولندا، وهي الأولى لمقاتل مغربي وإفريقي. كما حصل على الميدالية البرونزية في جميع الفئات 2 في هذه الألعاب. توج بطلاً للعالم ثلاث مرات (في بوغوتا عام 2017 وفي أبو ظبي عامي 2019 و2021). وهو أيضًا حائز على الميدالية الفضية العالمية في مالمو عام 2018. وحصل البطل المغربي سيف الدين حومين على ذهبتي الوزن المفتوح والوزن الثقيل على التوالي، في بطولة جنيف الدولية لرياضة الجوجيتسو نسخة 2024.

## روابط خارجية
- سيف الدين حومين على موقع الجمعية الدولية للألعاب العالمية (الإنجليزية)